# Depot von Milevsko-Umgebung
Das Depot von Milevsko-Umgebung (auch Hortfund von Milevsko-Umgebung) ist ein Depotfund der frühbronzezeitlichen Aunjetitzer Kultur aus der Umgebung von Milevsko im Jihočeský kraj, Tschechien. Es datiert in die Zeit zwischen 2000 und 1800 v. Chr. Das Depot befindet sich heute im Archäologischen Institut der Akademie der Wissenschaften der Tschechischen Republik in Prag.

## Fundgeschichte
Das Depot wurde 1930 oder 1931 bei der Rekonstruktion der Landstraße von Milevsko nach Bernartice entdeckt. Die Fundstelle liegt auf dem Gebiet des Dorfes Bilina, einem Ortsteil von Veselíčko u Milevska. In der Nähe wurde 1930 das etwas jüngere Depot von Veselíčko gefunden.

## Zusammensetzung
Das Depot war in einem Keramikgefäß niedergelegt worden. In diesem befanden sich elf bronzene Ösenhalsringe. Die ausgedünnten Enden waren zu Ösen gedreht, die größtenteils neuzeitlich abgebrochen sind. Die Ringe haben Längen zwischen 152 mm und 175 mm und Breiten zwischen 137 mm und 150 mm. Ihr Gewicht liegt zwischen 154 g und 180 g. Das Gefäß wurde bei der Bergung des Funds zerschlagen und die Scherben nicht aufgehoben.